# Stefaniatunnel
De Stefaniatunnel is een tunnel gelegen ten zuidoosten van de Belgische hoofdstad Brussel. De tunnel loopt onder het Stefaniaplein, een gedeelte van de Louizalaan en het Louizaplein om op het Poelaertplein uit te komen.
De tunnel is ondergronds verbonden met de Louizatunnel naar en vanuit noordelijke richting. Dit is een belangrijke verbinding voor verkeer van en naar de Kleine Ring met de Louizalaan, dat ook gedeeltelijk ondertunneld is met de Baljuwtunnel.
De tunnel werd geopend in 1957.
In januari 2016 werden scheurtjes vastgesteld in de tunnel. Door de herstellingswerken zou de tunnel zeker een jaar dicht blijven. Op 22 februari 2016 werd beslist om tussen 29 februari 2016 en eind mei 2016 een voorlopige herstelling uit te voeren om de tunnel zo spoedig mogelijk open te stellen voor het verkeer, in afwachting van een definitieve oplossing.
Annie Cordytunnel · Baljuwtunnel · Belliardtunnel · Boileautunnel · Deltatunnel · Georges Henritunnel · Hallepoorttunnel · Jubelparktunnel ·Koninginnetunnel · Kortenbergtunnel · Kruidtuintunnel · Kunst-Wettunnel · Louizatunnel · Madoutunnel · Montgomerytunnel · Naamsepoorttunnel · NAVO-tunnel · Pachecotunnel · Reyerstunnel · Rogiertunnel · Stefaniatunnel · Tervurentunnel · Troontunnel · Van Praettunnel · Vleurgattunnel · Wettunnel · Woluwetunnel